# Yuanjiawaornis
Yuanjiawaornis is een geslacht van uitgestorven vogels uit het Vroeg-Krijt van het huidige China, behorend tot de Enantiornithes. De enige benoemde soort is Yuanjiawaornis viriosus.

## Vondst en naamgeving
In 2005 werd bij het dorp Yuanjiawa, nabij de stad Dapingfang in de prefectuur Chaoyang in het westen van de provincie Liaoning, het fossiel opgegraven van een vogel. Uitzonderlijk was dat dit door een paleontoloog gebeurde en niet door de illegale fossielenhandel, die verreweg het merendeel van de fossielen in het gebied stroopt.
In 2015 werd de typesoort Yuanjiawaornis viriosus benoemd en beschreven door Hu Dongyu, Liu Ying, Li Jinhua, Xu Xing en Hou Lianhai. De geslachtsnaam verbindt de naam van de vondstlocatie met het Oudgrieks ornis, 'vogel'. De soortaanduiding betekent 'krachtig' in het Latijn en verwijst naar de relatief grote lichaamsomvang.
Het holotype PMOL AB00032 is gevonden in de Yuanjiawalagen van de Jiufotangformatie die dateert uit het Aptien, ongeveer 120 miljoen jaar oud. Het bestaat uit een skelet zonder schedel, platgedrukt op een plaat. Behalve de schedel ontbreken ook de halswervels, de voorste ruggenwervels, en de meeste kootjes van de vingers en de tenen. Het fossiel ligt grotendeels in verband, hoewel het bekken verschoven is. Er is niets van het verenkleed bewaard gebleven, wat uitzonderlijk is voor vogelfossielen uit Liaoning. Het bekken is echter ten dele bedekt met wat een laag gepreserveerde weke delen lijkt. Het betreft vermoedelijk een jongvolwassen exemplaar. Het maakt deel uit van de collectie van het Paleontological Museum of Liaoning, dat het ook heeft verzameld en geprepareerd.

## Beschrijving

### Grootte en onderscheidende kenmerken
Yuanjiawaornis is een opvallend grote soort. De meeste Enantiornithes zijn vogels ter grootte van een mus of spreeuw, maar Yuanjiawaornis moet een vleugelspanwijdte gehad hebben van tegen de halve meter. Het dijbeen heeft een lengte van drieënveertig millimeter. Dat maakt de soort ongeveer even groot als Zhouornis en maar weinig kleiner dan Pengornis, de 'reus' onder de Chinese Enantiornithes uit het Onder-Krijt.
Van Yuanjiawaornis konden geen autapomorfieën vastgesteld worden, unieke afgeleide eigenschappen. Wel was er een unieke combinatie van op zich niet unieke kenmerken. De lichaamsomvang is groot. Voorpoot en achterpoot zijn ongeveer even lang. Het synsacrum toont op de onderzijde een lengtegroeve in plaats van richels. De laatste wervel van het heiligbeen heeft robuuste en lange zijuitsteeksels, in plaats van de voorlaatste wervel. Het schouderblad heeft een processus acromialis die schuin naar voren en boven taps toeloopt. De zijrand van het ravenbeksbeen is recht in plaats van bol. De takken van het vorkbeen draaien naar elkaar, taps toelopend in plaats van evenwijdig te lopen met een verbreding. Het borstbeen heeft een ovaal profiel, terwijl de buitenste achterste uitsteeksels aan hun uiteinde licht verbreed zijn in plaats van een hoekig profiel of sterk verbrede uitsteeksels. De kop van het opperarmbeen is plat in plaats van bol of hol. De deltopectorale kam van het opperarmbeen gaat naar onderen toe geleidelijk in de schacht over in plaats van abrupt.

### Skelet
Het fossiel bewaart zeven ruggenwervels. Die hebben doornuitsteeksels met in zijaanzicht uiteinden zodat de punten elkaar raken. Het heiligbeen is volledig vergroeid tot een synsacrum dat bij het fossiel is losgekomen en goed van de onderzijde zichtbaar is. Het bolle voorste facet daarvan is breder dan dat van de middelste sacrale wervels maar die laatste zijn niet extreem overdwars toegeknepen. De beschrijvers besteden speciale aandacht aan het feit dat terwijl bij oudere theropoden juist het midden van het heiligbeen verbreed is om het gewicht te dragen, dit bij Enantiornithes is versmald. Het achterfacet van het synsacrum blijft breed om de stevige staart te verankeren. Het synsacrum heeft een scherpe lengtegroeve over de volledige onderzijde. De zijuitsteeksels van de achterste sacrale wervels zijn robuust maar niet extreem. De staartbasis bestaat uit zes amficoele 'vrije' wervels met lange schuin naar achteren gerichte zijuitsteeksels. Het uiteinde is vergroeid tot een kort taps toelopend pygostyle.
Op het schouderblad staat de processus acromialis wat schuin naar boven af in plaats van in het verlengde van het blad te lopen, als het element horizontaal gehouden wordt, zoals bij het levende dier inderdaad het geval was. Het uitsteeksel is ongeveer even lang als het facet voor het schoudergewricht. Bij het ravenbeksbeen is de buitenste zijrand van de zijde richting borstbeen recht, evenals overigens de binnenrand. De bovenzijde heeft een brede ondiepe trog. Bij het vorkbeen maken de takken een hoek van 45 graden met elkaar terwijl zo'n 60 graden normaal is bij verwanten. Doordat de buitenrand van iedere tak is uitgehold zijn de takken bovenop veel smaller dan onderaan; bij sommige verwanten is dit andersom. De dunne bovenranden lopen door over het hypocleidium zodat dit uitsteeksel overdwars een doorsnede heeft als van een omgekeerde T. Dat de takken taps toelopen betekent niet dat er een zwakke verbinding is met de schouderbladen: de bovenkant van het uiteinde heeft een zwelling en de processus acromialis van het schouderblad steekt met de punt in een hol facetje in die bolling, een morfologie die uniek is voor Yuanjiawaornis. Het borstbeen is breder dan lang, met een bolle voorrand. Het zwaardvormig uitsteeksel aan het midden van de achterrand is breder dan de uitsteeksels op de buitenste hoeken; bij de meeste verwanten zijn ze even breed. Alle drie de uitsteeksels steken ongeveer even ver naar achteren uit. De buitenste uitsteeksels zijn maar iets aan hun uiteinden verbreed terwijl ze meestal waaiervormig eindigen. De tussenliggende uitsteeksels aan de achterrand zijn opvallend goed ontwikkeld. Ze eindigen in een punt en krommen iets naar binnen.
Arm en achterpoot hebben ongeveer dezelfde lengte zoals bij de meeste Enantiornithes. Dat het bovenvlak van het opperarmbeen plat is, is vrij uitzonderlijk maar dat de deltopectorale kam geleidelijk in de schacht overgaat is tamelijk normaal. De ellepijp is met drieënvijftig millimeter iets langer dan het opperarmbeen. Het rechte en half zo brede spaakbeen heeft een groeve aan de zijde van de tussenruimte met de ellepijp, net als sommige verwanten. De hand is bij het holotype niet vergroeid, een teken dat het geen oud exemplaar is.
Bij het darmbeen is het bolle voorblad groter dan het spitse achterblad. Een krachtige antitrochanter overkapt het heupgewricht. Het schaambeen is slank, een kwart langer dan het darmbeen, en sterk naar achteren gekromd. Het eindigt in een kleine 'voet'. Het zitbeen heeft twee derden van de lengte van het schaambeen. Aan de achterrand bevindt zich een uitsteeksel dat het achterblad van het darmbeen raakt zodat een fenestra ilioischiadica gevormd wordt zoals bij sommige verwanten.
Het onderbeen vormt een vergroeide tibiotarsus van ruim vijf centimeter lengte. Op het scheenbeen ligt een opvallende crista fibularis. Het kuitbeen is relatief kort, langs de bovenste 30 procent van het scheenbeen liggend en onderaan eindigend in een tapse punt. Het eerste middenvoetsbeen is P-vormig in binnenaanzicht en niet om de lengteas gewrongen. Het tweede middenvoetsbeen is het breedste element van de middenvoet en duidelijk langer dan het vierde middenvoetsbeen. Bij het onderste scharniergewricht van het derde middenvoetsbeen steekt de binnenrand sterker naar de zoolzijde uit dan de buitenrand, net als bij Soroavisaurus en Neuquenornis. Het vierde middenvoetsbeen heeft geen scharniergewricht maar eindigt in een afgeronde punt die de teen meer zijdelingse bewegingsvrijheid toestond. De eerste voetklauw, die naar achteren gericht was, is robuust en sterk gekromd. Een andere bewaarde voetklauw van onzekere positie is rechter.

## Fylogenie
Van Yuanjiawaornis werd in 2015 geen exacte cladistische analyse gepubliceerd. De beschrijvers beperkten de determinatie tot een algemeen Enantiornithes. Dat leidden ze af uit het bezit van een aantal typisch enantiornithe kenmerken. De parapofysen, de facetten voor de onderste ribkoppen, liggen gecentreerd op de zijkanten van de ruggenwervels. Het ravenbeksbeen heeft een bol raakvlak met het schouderblad en een bovenste groeve. Het vorkbeen is Y-vormig met een lange voorste punt (hypocleidium). Het borstbeen heeft een parabolische voorrand en gepaarde achterste buitenste zijuitsteeksels. Het spaakbeen heeft een lengtegroeve aan de zijde van het hiaat met de ellepijp. Het tweede middenvoetsbeen is overdwars breder dan het derde dat weer breder is dan het vierde.